# Brasão de armas da Moldávia
O Brasão de armas da Moldávia consiste numa versão estilizada de uma águia segurando uma cruz no seu bico e um ceptro e uma sucursal nas suas garras. É baseado no Brasão de armas da Romênia.[carece de fontes?]
O peito da águia é protegido por um escudo que ostenta a tradicional insígnia da Moldávia: um auroque na cabeça com o sol entre os seus cornos. Ela também contém duas rhombi (as orelhas), de cinco pétalas de flor e uma lua em fase crescente. Tudo sobre um escudo com três cores tradicionais: vermelho, amarelo e azul.
O brasão de armas aparece no centro da Bandeira da Moldávia.

Escudo do príncipe da Moldávia Estêvão III da Moldávia
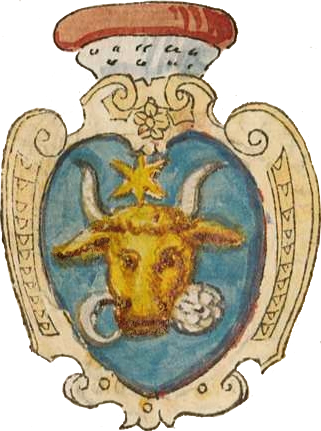
Escudo de armas. 1586
Brasão de armas do Governatorato da Bessarábia. 1878
Brasão de armas da República Democrática da Moldávia. 1917-1918
Brasão de armas da República Socialista Soviética da Moldávia. 1940-1941
Brasão de armas da República Socialista Soviética da Moldávia. 1981–1990